# Zachaeus crista
Zachaeus crista is een hooiwagen uit de familie echte hooiwagens (Phalangiidae).